# Joanna Niemirska
Joanna Niemirska (ur. 21 września 1979 w Bydgoszczy) – polska aktorka telewizyjna i filmowa.

## Życiorys
W 2003 roku ukończyła studia aktorskie na Akademii Sztuk Teatralnych im. Stanisława Wyspiańskiego w Krakowie. W latach 2008–2009, była aktorką w Teatr im. Norwida w Jeleniej Górze, a w latach 2009–2010 Teatrze Nowym im. Dejmka w Łodzi. Współpracowała także z teatrami:  Wybrzeże w Gdańsku, im. Gombrowicza w Gdyni, Zagłębia w Sosnowcu, Rozrywki w Chorzowie, Grupa Coincidentia w Białymstoku oraz z teatrami krakowskimi (Ludowym, STU), i warszawskimi (Narodowym, Laboratorium Dramatu, Polonia, Lalka, IMKA, Nowym).
Jest związana z Gminą Wyznaniową Żydowską w Warszawie.

## Życie prywatne
Jest partnerką reżysera Łukasza Kosa, z którym ma troje dzieci, syna Ezrę oraz córki Remę i Ninel.

## Filmografia
| Rok       | Tytuł                              | Rola                              | Uwagi                             |
| --------- | ---------------------------------- | --------------------------------- | --------------------------------- |
| 2003      | Klan                               | Manuela Kaliniak                  |                                   |
| 2003      | Czeski autostop                    | ona                               |                                   |
| 2004      | Pensjonat pod Różą                 | Milena, matka Józia               | odc. 19, 29                       |
| 2004      | Opowieści o zwyczajnym szaleństwie | Jana                              |                                   |
| 2007      | Testosteron                        | matka Janisa                      |                                   |
| 2007      | Doktor Halina                      | Więźniarka                        |                                   |
| 2013      | Prawo Agaty                        | żona Jana Grzelaka                | odc. 51                           |
| 2013      | Papusza                            | Wanda Ficowska, żona Jerzego      |                                   |
| 2014–2015 | Barwy szczęścia                    | psycholog                         | odc. 1128, 1134, 1136, 1313, 1316 |
| 2014      | Na dobre i na złe                  | żona Władka                       | odc. 560                          |
| 2014      | Dżej Dżej                          | nieznajoma                        |                                   |
| 2015      | O mnie się nie martw               | klientka kancelarii               | odc. 37                           |
| 2015      | Córki dancingu                     | Nerka                             |                                   |
| 2016      | Wspomnienie lata                   | matka Majki                       |                                   |
| 2016      | Na noże                            | dziennikarka                      | odc. 13                           |
| 2016      | Komisja morderstw                  | Sara, pracownica Gminy Żydowskiej | odc. 12                           |
| 2017      | Komisarz Alex                      | Anna Kryńska, matka Kamila        | odc. 127                          |
| 2017      | Belfer 2                           | Agata Ebig, żona Karola           |                                   |
| 2018      | Fuga                               | nauczycielka Daniela              |                                   |
| 2019      | Miasto długów                      | Ewa Marciniak                     | odc. 3                            |
| 2019      | Pod powierzchnią                   | pielęgniarka                      | odc. 12, 13                       |
| 2019      | Chyłka. Kasacja                    | biegła psychiatra                 | odc. 2                            |
| 2020–2023 | M jak miłość                       | Monika Makowska, matka Amelki     |                                   |
| 2020      | Bez skrupułów                      | prokurator Borzęcka               |                                   |
| 2021      | Na dobre i na złe                  | Magda Piasecka                    | odc. 798, 799                     |
| 2021      | Komisarz Mama                      | laborantka Helena Zawada          |                                   |
| 2021      | Kraj                               | kuratorka galerii sztuki          |                                   |
| 2021      | Furioza                            | wodzirejka na TFC                 |                                   |
| 2023      | Morderczynie                       | pracownica domu pogrzebowego      | odc. 3                            |

Sporządzono na podstawie materiałów źródłowych.